# Желудков, Юрий Владимирович
Юрий Владимирович Желудков (8 марта 1959, Ленинград, СССР) — советский футболист. Мастер спорта СССР (1980).

## Биография
Родился в Ленинграде, в возрасте четырёх лет вместе с семьёй переехал в Петродворец.
Играл на первенство ГОРОНО Ленинграда среди районных детских спортивных школ в команде ДЮСШ Петродворцового района 1958 года рождения, также вместе с ребятами на 2 года старше под руководством старшего тренера Уткина Николая Георгиевича. В 1971 году команда выиграла зональный турнир соревнований на приз «Кожаный мяч», во всесоюзном финале в Челябинске заняла 21 место. Затем тренер Виктор Смагин пригласил Желудкова в футбольную школу «Смена».
В конце 1976 дебютировал во второй лиге в ленинградском «Динамо». Через два года, после окончания армейской службы, получив приглашение от главного тренера московского «Спартака» К.И. Бескова, написал заявление о переходе, но в итоге главный тренер «Зенита» Ю. А. Морозов уговорил Желудкова перейти к нему в команду.
В конце 1985 был приглашён в немецкий «Вердер» Бремен, но получил отказ в переходе от Спорткомитета.
Практически все годы проведённые в составе «Зенита» был одним из лидеров команды. В активе Желудкова 11 матчей и 5 голов, забитых в еврокубковых турнирах УЕФА.
В конце 1989 года вместе с администратором «Зенита» Давидом Аптером Желудков отправился в Швецию, где подписал контракт с клубом второго дивизиона «Эстерсунд». Через год вернулся в «Зенит».
В конце 1991 уехал в Израиль, где играл в клубе «Маккаби» Нетания. В 1993—1995 играл в финском КаИКе Каскинен. Позже вместе с Владимиром Долгополовым играл в армянском клубе «Капан-81».
Обладал сильным ударом с левой ноги, много голов забил со штрафных ударов, с так называемой «точки Желудкова».
В 1976-м поступил на заочное отделение Института физкультуры имени П. Ф. Лесгафта, который окончил в 1997-м.
На парламентских выборах 1999 года был в списке кандидатов от ЛДПР.
В 2006 году вошёл в состав тренерского штаба ФК «Петротрест».
В 2007 году после отставки Сергея Дмитриева исполнял обязанности главного тренера «Динамо» Санкт-Петербург.
Тренер юношей в ДФК «Зенит-84».

## Достижения
- Чемпион СССР 1984 года.
- Финалист Кубка СССР 1984 года.
- Бронзовый призёр чемпионата СССР 1980 года
- Обладатель Кубка сезона 1985 года.
- В списке 33-х лучших футболистов сезона в СССР (2): №3 — 1980, 1984